# 완주 화암사 우화루
완주 화암사 우화루(完州 花巖寺 雨花樓)는 대한민국 전북특별자치도 완주군 경천면 가천리, 화암사에 있는 조선시대의 건축물이다. 1980년 6월 11일 대한민국의 보물 제662호로 지정되었다.

## 개요
화암사는 불명산 시루봉 남쪽에 있는 절로 본사인 금산사에 딸린 절이다. 절을 지을 당시의 자세한 기록은 없으나 원효와 의상이 유학하고 돌아와 수도하였다는 기록으로 보아 신라 문무왕 이전에 지은 것으로 보인다. 1981년 해체·수리 때 발견한 기록으로 조선 숙종 37년(1711)까지 여러번에 걸쳐 수리가 있었음을 알 수 있었다.
우화루는 화암사 경내에 있는 극락전 정문과 같은 성격의 누이다. 지금 있는 건물은 조선 광해군 3년(1611)에 세운 것으로 그 뒤에도 여러 차례 수리한 건물이다.
규모는 앞면 3칸·옆면 2칸이며 지붕은 옆면에서 볼 때 사람 인(人)자 모양을 한 맞배지붕으로 꾸몄다. 지붕 처마를 받치기 위해 장식하여 만든 공포는 기둥 위뿐만 아니라 기둥 사이에도 있는 다포 양식이다. 1층은 기둥을 세워서 바깥과 통하게 하고, 뒤쪽에는 2층 마룻바닥을 땅과 거의 같게 놓아 건물 앞쪽에서는 2층이지만 안쪽에서는 1층집으로 보이게 한 건물이다.

## 같이 보기
- 완주 화암사

## 참고 자료
- 완주 화암사 우화루 - 국가유산청 국가유산포털